# Twisted (programvara)
Twisted är en mjukvara som är skapad i programmeringsspråket Python. Twisted skapades av Glyph Lefkowitz och släpptes ursprungligen 22 oktober 2002. Det är licenserat under programvarulicensen MIT License.